# Винська Гора
Винська Гора (словен. Vinska Gora) — поселення в общині Веленє, Савинський регіон, Словенія. 
Висота над рівнем моря: 373,4 м.